# Ostra (skała)
Ostra – skała tworząca wspólnie z Małą i Patelnią Grabowieckie Skały (niem. Gräberstein) w Karkonoszach.

## Położenie
Granitowa skała o kształcie iglicy położona na wysokości 720 m n.p.m. znajduje się w pobliżu Babiej Ścieżki (Sosnówka - Dobre Źródło), na północnym zboczu szczytu Grabowiec. Według przekazów na pobliskiej Patelni odbywały się sabaty czarownic. Skała do 1945 była pomnikiem przyrody.

## Szlaki turystyczne
W pobliżu biegnie szlak turystyczny:
- czerwony: Główny Szlak Sudecki Karpacz - Mysłakowice[1].